# Tibouchina boraceiensis
Tibouchina boraceiensis är en tvåhjärtbladig växtart som beskrevs av Alexander Curt Brade. Tibouchina boraceiensis ingår i släktet Tibouchina och familjen Melastomataceae. Inga underarter finns listade i Catalogue of Life.